# Hibbertia emarginata
Hibbertia emarginata är en tvåhjärtbladig växtart som beskrevs av André Guillaumin. Hibbertia emarginata ingår i släktet Hibbertia och familjen Dilleniaceae. Inga underarter finns listade i Catalogue of Life.